# تامی کللند
تامی کللند (انگلیسی: Tammy Cleland؛ زادهٔ ۲۶ اکتبر ۱۹۷۵) شناگر شنای موزون اهل ایالات متحده آمریکا بود.
وی در مسابقات کشوری و بین‌المللی در مجموع برندهٔ ۲ مدال طلا شده‌است.